# Tomáš Krejčíř
Tomáš Krejčíř (* 12. duben 1971 České Budějovice ) je český herec a moderátor. Vystudoval DAMU a dále vystupoval v Ústí nad Labem na scéně Činoherního studia. Po nějaké době se zaměřil na práci v televizi, konkrétně v TV Prima. Po natočení první řady Rodinných pout přešel do TV Nova, kde dostal roli v seriálu Ordinace v růžové zahradě jako Roman Kříž. Poté moderoval spolu se Zorou Kepkovou Snídani s Novou. Pravidelně se objevuje i na Frekvenci 1.

## Filmografie
- Prachy dělaj člověka – 2006
- Ordinace v růžové zahradě – 2005
- Ulice – 2005
- In nomine patris – 2004
- Rodinná pouta – 2004
- Útěk do Budína – 2003
- Vražedná přehlídka – 2000
- Arrowsmith – 1997
- O moudré Sorfarině – 1995
- Náhrdelník – 1992
- Uctivá poklona, pane Kohn – 1992
- Vítr na konci léta – 1992
- Silnější než já – 1990